# Christoph Becker (Jurist)
Christoph Becker (* 11. November 1960 in Düsseldorf) ist ein deutscher Rechtswissenschaftler. Er ist Professor für Bürgerliches Recht, Zivilverfahrensrecht, Römisches Recht und Europäische Rechtsgeschichte an der Universität Augsburg.

## Leben
Christoph Becker verbrachte seine Schulzeit in Neuss und machte Abitur am Quirinus-Gymnasium Neuss. Anschließend absolvierte er ein Studium der Rechtswissenschaften an der Universität zu Köln. Dort wurde er mit der Dissertation Die Lehre von der laesio enormis in der Sicht der heutigen Wucherproblematik: Ausgewogenheit als Vertragsinhalt und § 138 BGB zum Dr. iur. promoviert. Nach einer Lehrstuhlvertretung an der Johann Wolfgang Goethe-Universität Frankfurt am Main erfolgte die Habilitation in Köln. Seit 1999 ist Becker als Nachfolger von Wilhelm Simshäuser Professor an der Universität Augsburg und wurde 2009 Mitglied der Schwäbischen Forschungsgemeinschaft.
Becker gehört dem Ritterorden vom Heiligen Grab zu Jerusalem an und ist seit 1. Januar 2017 „Leitender Komtur“ der Augsburger Komturei „Sankt Ulrich und Afra“.

## Schriften
- Die Lehre von der laesio enormis in der Sicht der heutigen Wucherproblematik. Ausgewogenheit als Vertragsinhalt und § 138 BGB (= Beiträge zur Neueren Privatrechtsgeschichte. Band 10). Köln/Berlin/Bonn/München 1993.
- Maßvolle Kreditsicherung. Köln/Berlin/Bonn/München 1999.
- Die „res“ bei Gaius – Vorstufe einer Systembildung in der Kodifikation? Zum Begriff des Gegenstandes im Zivilrecht (= Beiträge zur Neueren Privatrechtsgeschichte. Band 12). Köln/Berlin/Bonn/München 1999.
- Verantwortung und Verantwortungsbewußtsein. Über Solidarität zwischen den Generationen. Köln/Berlin/Bonn/München 2001.
- Die Zehn Gebote. Verfassung der Freiheit. Augsburg 2004; 2. Auflage, Berlin 2016; 3. Auflage, Berlin 2023; polnische Übersetzung: Dekalog. Podwaliny wolności, übersetzt von Wiesław Szymona, Kraków 2006.